# Mlýny (Bystřice)
Mlýny (německy Mühlen) je malá vesnice, část města Bystřice v okrese Benešov. Nachází se 4 km na západ od centra Bystřice. V roce 2009 zde bylo evidováno 18 adres. Osadou protéká Janovický potok, který je levostranným přítokem řeky Sázavy.
Mlýny leží v katastrálním území Tvoršovice o výměře 3,88 km².

## Historie
První písemná zmínka o vesnici pochází z roku 1382.
Na mapě z I.vojenského mapování 1764 - 1768  jsou uvedeny tři vodní mlýny - Hořejší, Prostřední a Dolejší. Objekty mlýnů se v různém stavu zachovaly do dnes (2023).
Za druhé světové války se tehdejší ves stala součástí vojenského cvičiště Zbraní SS Benešov a její obyvatelé se museli 31. prosince 1943 vystěhovat.

## Další fotografie

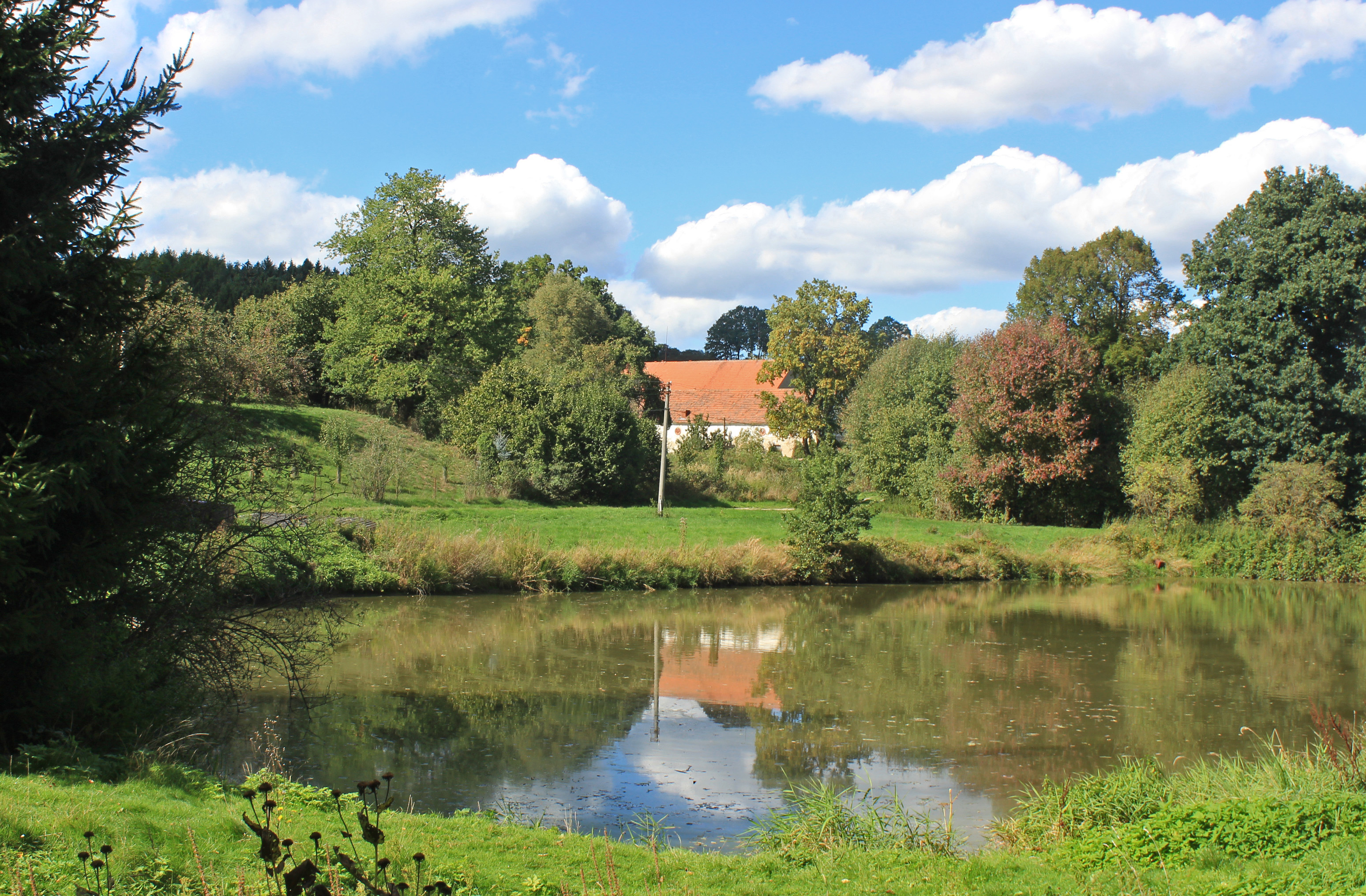
Rybník na návsi
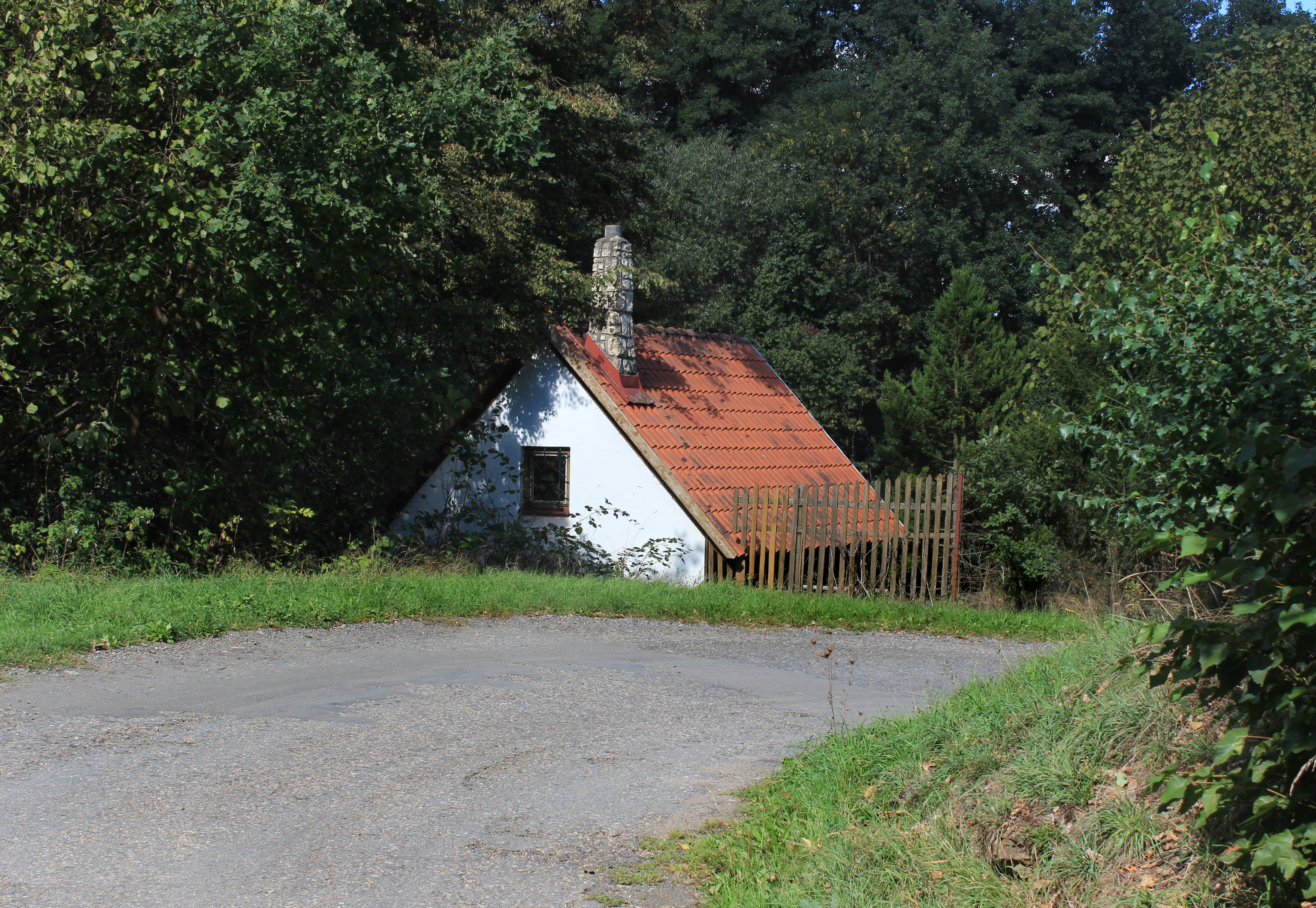
Domek u příjezdu do vsi